# نوع شرور
نوع شرور (به انگلیسی: The Vicious Kind) فیلمی محصول سال ۲۰۰۹ و به کارگردانی لی تولاند کریگر است. در این فیلم بازیگرانی همچون آدام اسکات، بریتنی اسنو، جی. کی. سیمونز، الکس فراست و آلیسیا رینر ایفای نقش کرده‌اند.